# Petrolisthes sanmartini
Petrolisthes sanmartini is een tienpotigensoort uit de familie van de Porcellanidae. De wetenschappelijke naam van de soort is voor het eerst geldig gepubliceerd in 2002 door Werding & Hiller.